# Radiamètre
 (février 2019).
Si vous disposez d'ouvrages ou d'articles de référence ou si vous connaissez des sites web de qualité traitant du thème abordé ici, merci de compléter l'article en donnant les références utiles à sa vérifiabilité et en les liant à la section « Notes et références ».
Un radiamètre permet de mesurer les radiations dans un espace donné. Il est, en général, utilisé pour détecter et quantifier les rayonnements X, bêta et gamma sur un site — muni d’alarme, c’est un équipement de protection et de détection.
Son unité de mesure est le µSv/h (microsievert par heure).
Les contaminamètres permettent de mesurer une contamination radioactive (X, bêta et gamma) sur une surface donnée ou dans un espace confiné ; le contaminamètre (contrairement au radiamètre) est généralement muni de sondes (sonde surfacique et/ou sonde à scintillation). Plus sensibles que les radiamètres, ils peuvent donner des mesures exprimées en Bq/cm2.